# Temelucha tuberculata
Temelucha tuberculata là một loài tò vò trong họ Ichneumonidae.